# Rodriguezia chasei
Rodriguezia chasei là một loài thực vật có hoa trong họ Lan. Loài này được Dodson & D.E.Benn. miêu tả khoa học đầu tiên năm 1989.